# Hermenegildo Martins
José Hermenegildo Martins († 1975) war ein osttimoresischer Politiker und Gründungsmitglied der Associação Popular Democrática Timorense (APODETI).
Martins war Besitzer einer Kaffeeplantage und Liurai in Ermera. 1974 wurde er Vize-Präsident und Mitglied des Exekutivkomitees der neugegründeten APODETI, einer Partei, die den Anschluss von Portugiesisch-Timor an Indonesien propagierte. Ein naher Verwandter von ihm war José Martins, ehemaliges APODETI-Mitglied und erster Präsident der im Oktober 1974 gegründeten Partei Klibur Oan Timor Asuwain (KOTA).